# Hilding Ekelund
Hilding Ekelund (né le 18 novembre 1893 à Kangasniemi – mort le 30 janvier 1984 à Helsinki) est un architecte finlandais.

## Biographie
En 1916, Hilding Ekelund reçoit son diplôme d'architecte de l'Université de technologie d'Helsinki.
Sa carrière d'architecte va de la conception de l'urbanisme a la conception de bâtiments publics, d'usines et d'églises. 
Après une formation classique en architecture, où le style prédominant était le classicisme nordique, Hilding Ekelund, comme d'autres architectes finlandais de sa génération, tels qu'Alvar Aalto, effectue le passage au modernisme, connu en Finlande sous le nom de fonctionnalisme, en partie en réponse à la grande urbanisation du pays au cours des années 1920 et 1930.
De 1950 à 1958, il est professeur d'architecture à l'Université de technologie d'Helsinki et de 1931 à 1934, il rédacteur en chef de la revue finlandaise d'architectes  Arkkitehti. 
Sa carrière d'architecte couvre le changement de style en Finlande, du classicisme nordique des années 1920 au modernisme des années 1970.

## Ouvrages principaux

### À Helsinki
- Galerie d'art d'Helsinki (1928),
- Église de Töölö (1930),
- Église de Luther (modifications de 1931),

- Vélodrome d'Helsinki (1938–1940),
- village olympique (1939–1940),
- stade d'aviron (fi) (1940),
- Lippakioski (fi) (1940–1950), Etu-Töölö,

- Habitations à Maunula (1953),
- Centrale électrique de Salmisaari (fi) (1951),
- Maison des enseignants à Roihuvuori (1957?),

- Zone de Sahanmäki à Maunula[2]
- 12, rue Punahilkantie à Roihuvuori

### Autres lieux
- Ambassade de Finlande à Moscou (fi) (1938), Moscou
- Musée d'art Nelimarkka (1964), Alajärvi
- Château d'eau de Karjaa (1949–1951), Karjaa

## Galerie

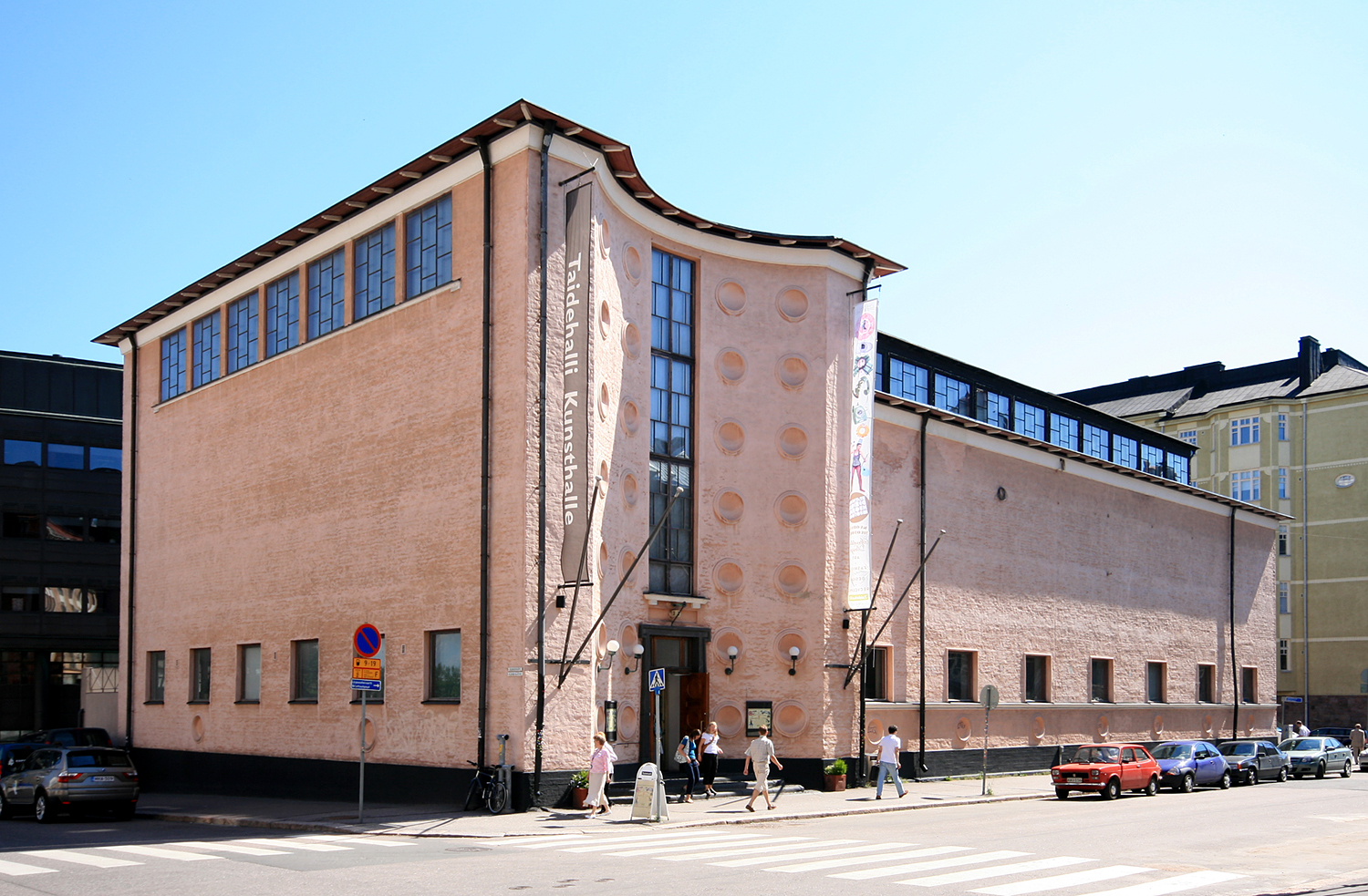
Galerie d'art d'Helsinki.
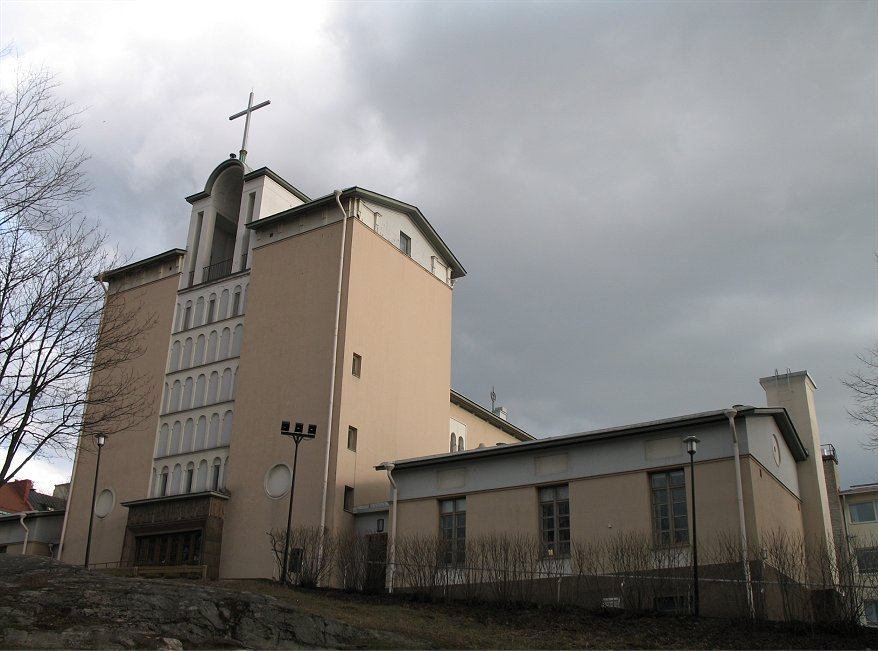
Église de Töölö.
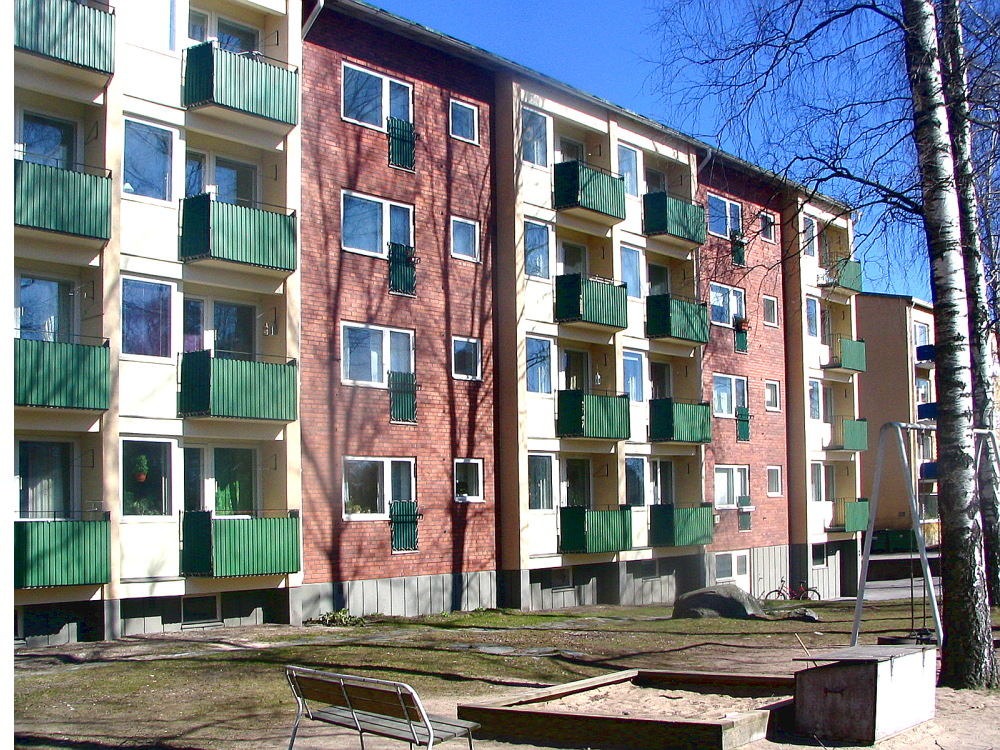
12, rue Punahilkantie à Roihuvuori.
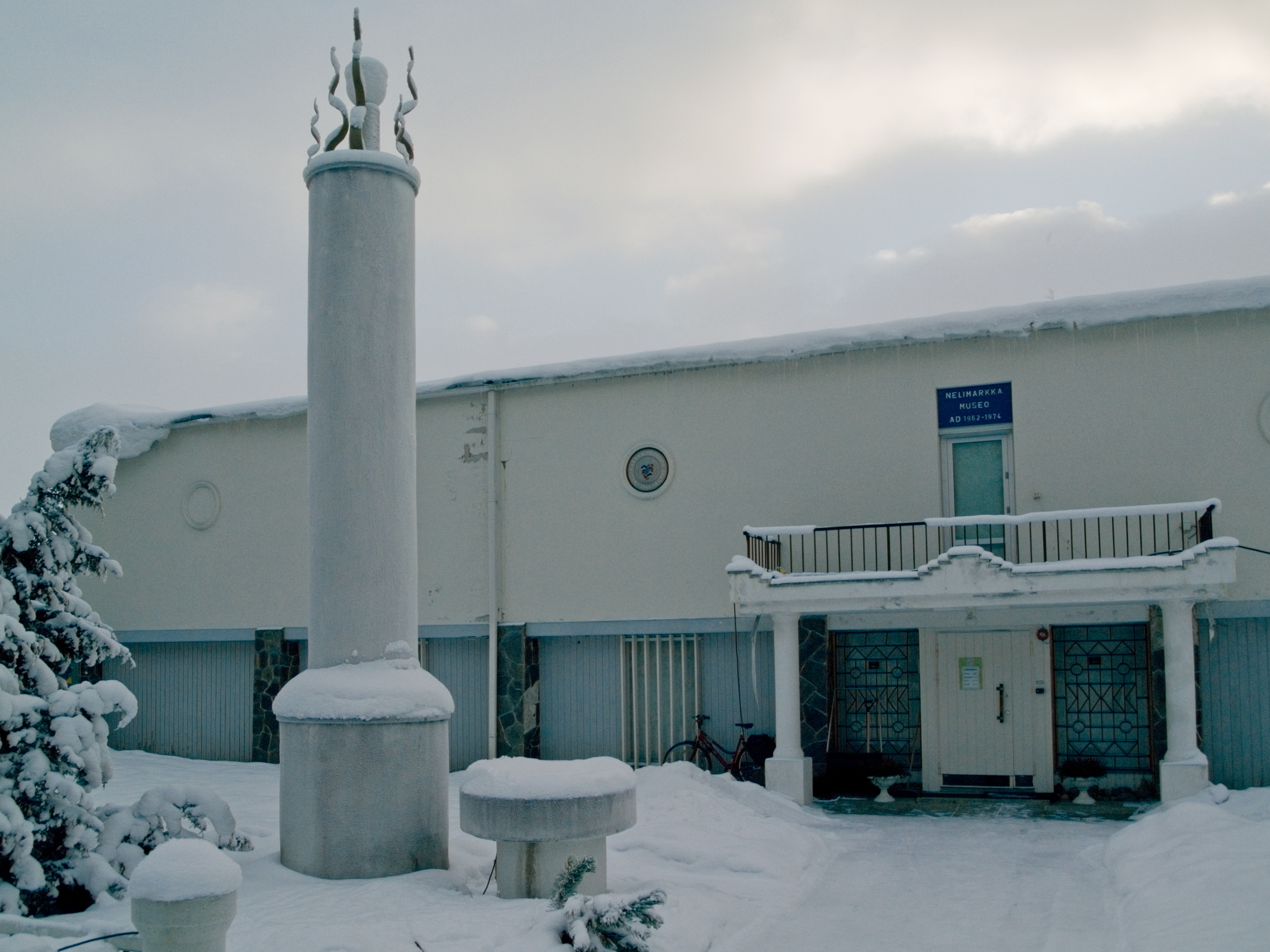
Le musée d'art Nelimarkka à Alajärvi.
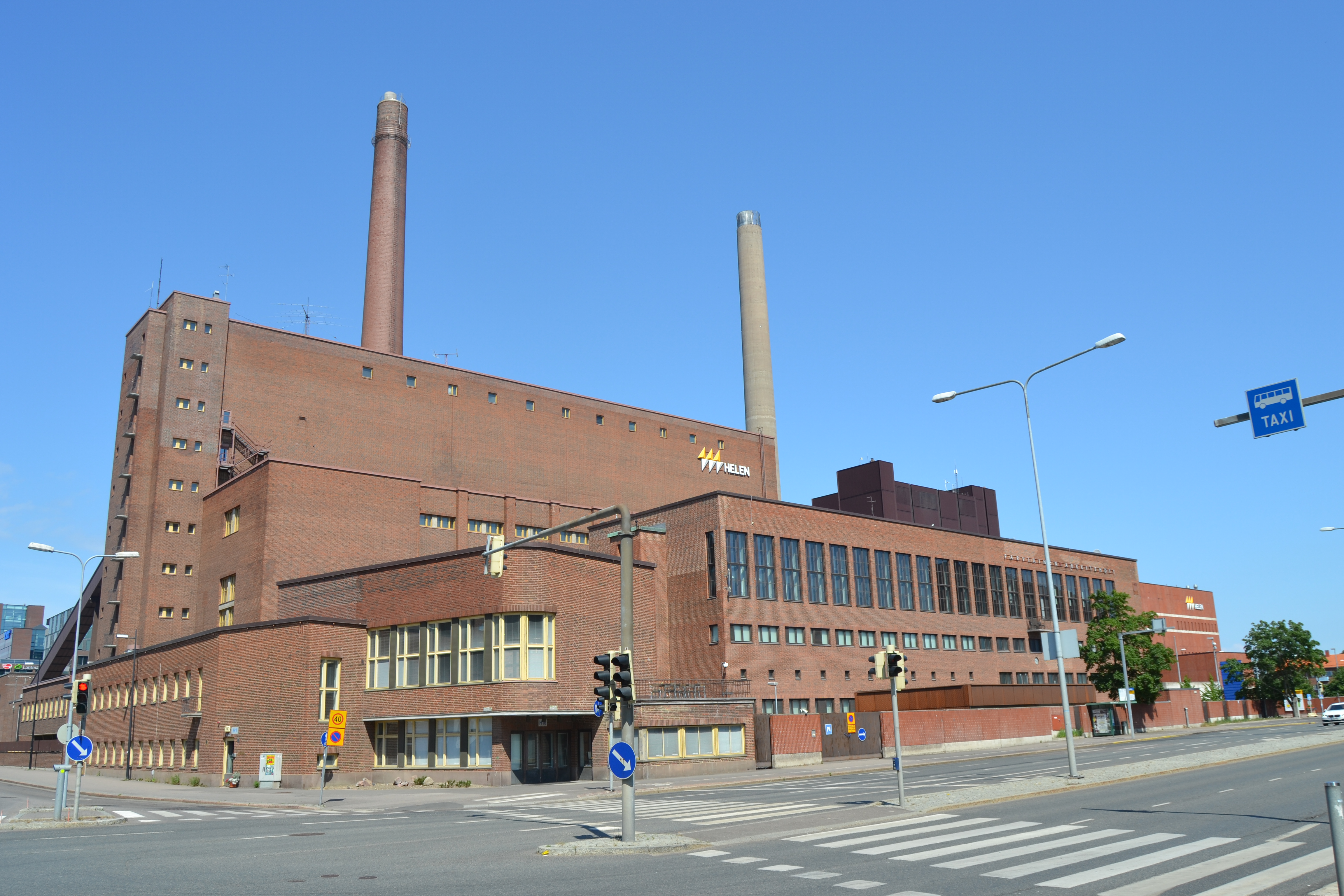
Centrale de Salmisaari (fi).
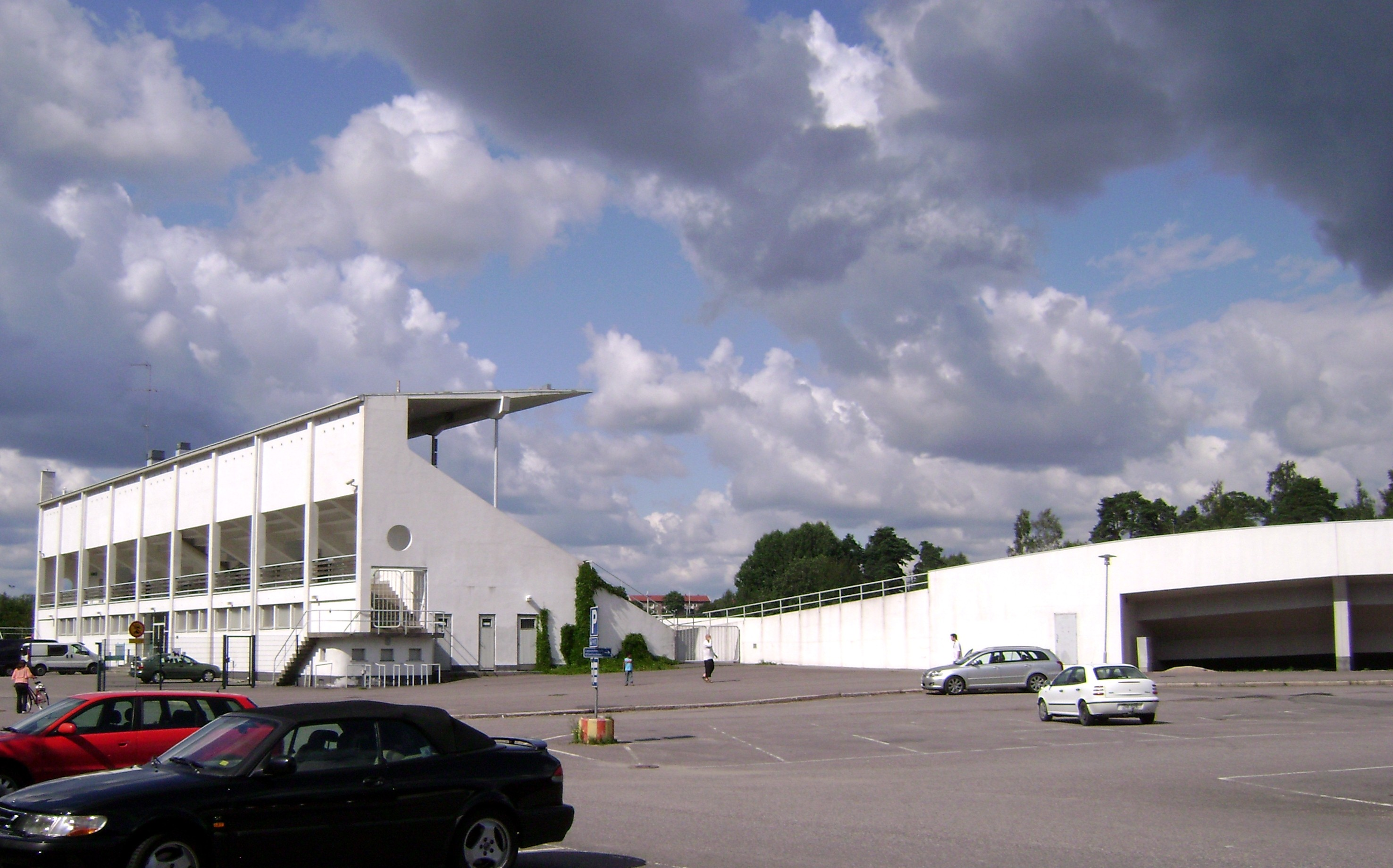
Vélodrome d'Helsinki
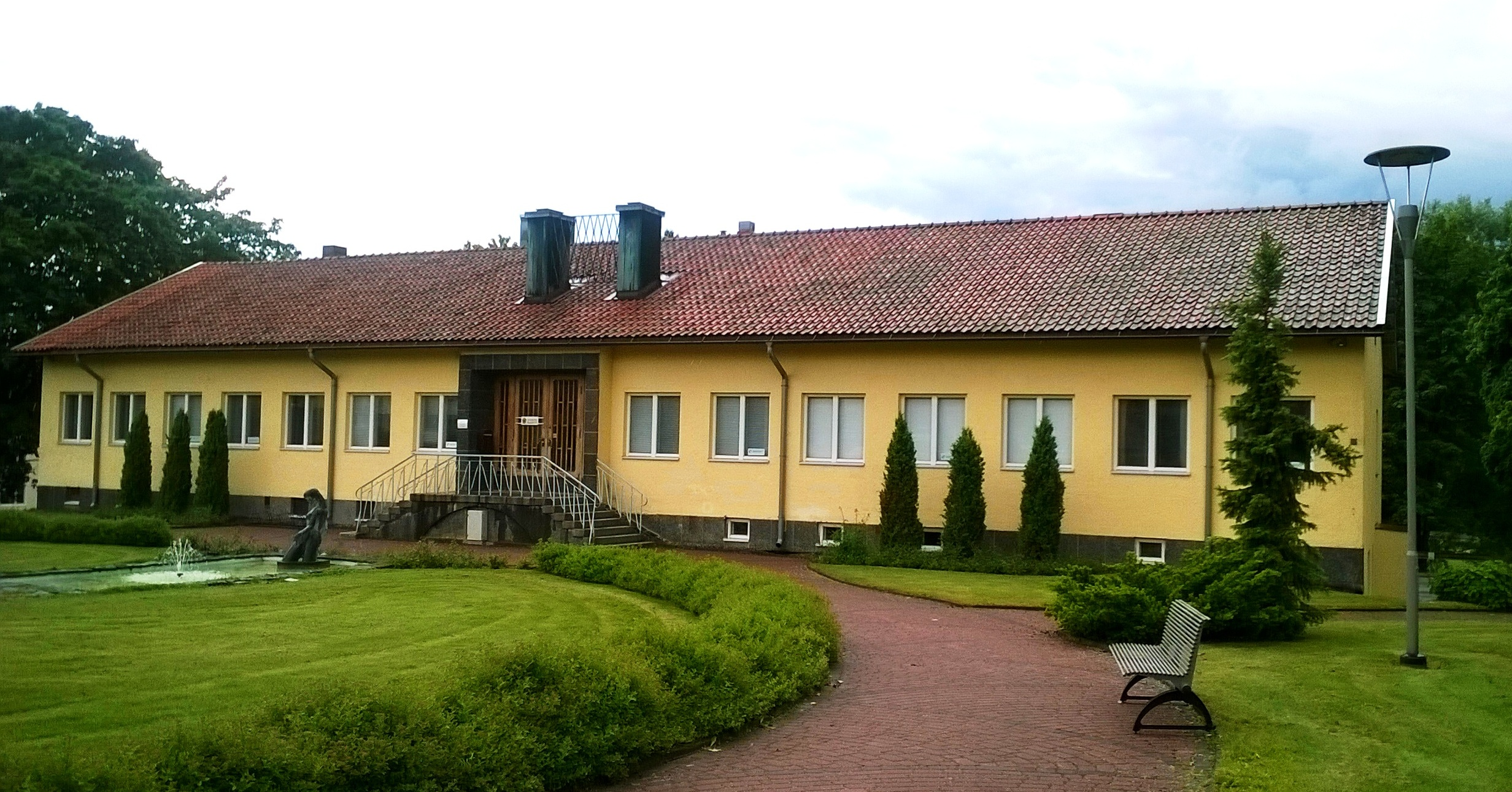
Ancienne mairie de Karjaa.

.